# Vale da Louriña

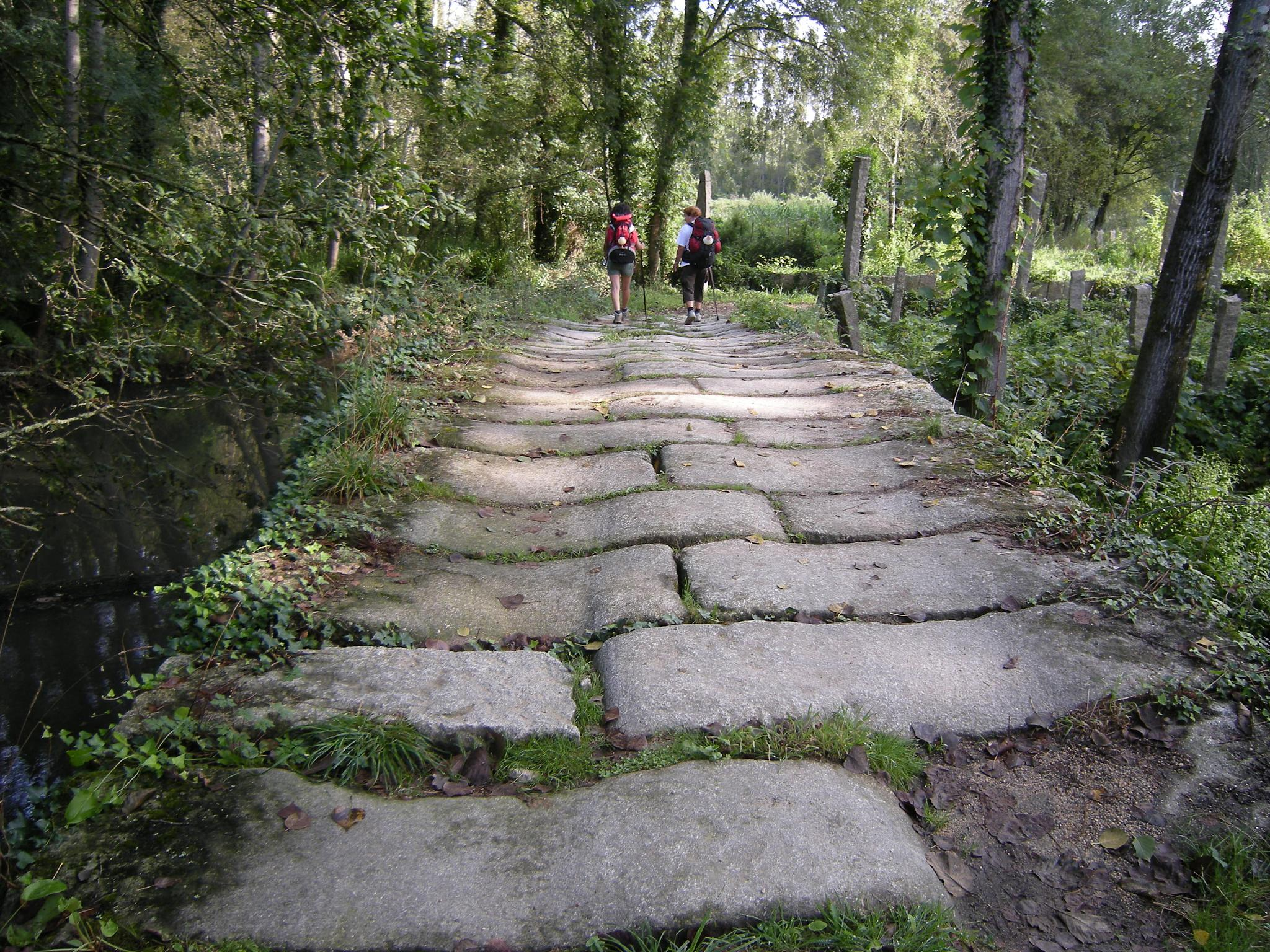
Ponte de Orbenlle, sobre o Rio Louro, no Caminho de Santiago, perto de San Salvador de Budiño, no município de O Porriño.

O Vale da Louriña (em galego: Val da Louriña; em castelhano: Valle de la Louriña) é uma comarca histórica da província de Pontevedra formada pelos municípios de Mos e O Porriño.
Apesar de já não ter significado administrativo, pois ambos os municípios pertencem à Comarca de Vigo, a denominação de "Louriña" é ainda muito usada, nomeadamente nos jornais regionais e locais.
O nome provém do rio Louro, o qual escoa as águas de todo o vale, que constitui uma das zonas naturais mais importantes do sul da província, as Gândaras de Budiño, integradas na Rede Natura 2000.